# Rathinda amor

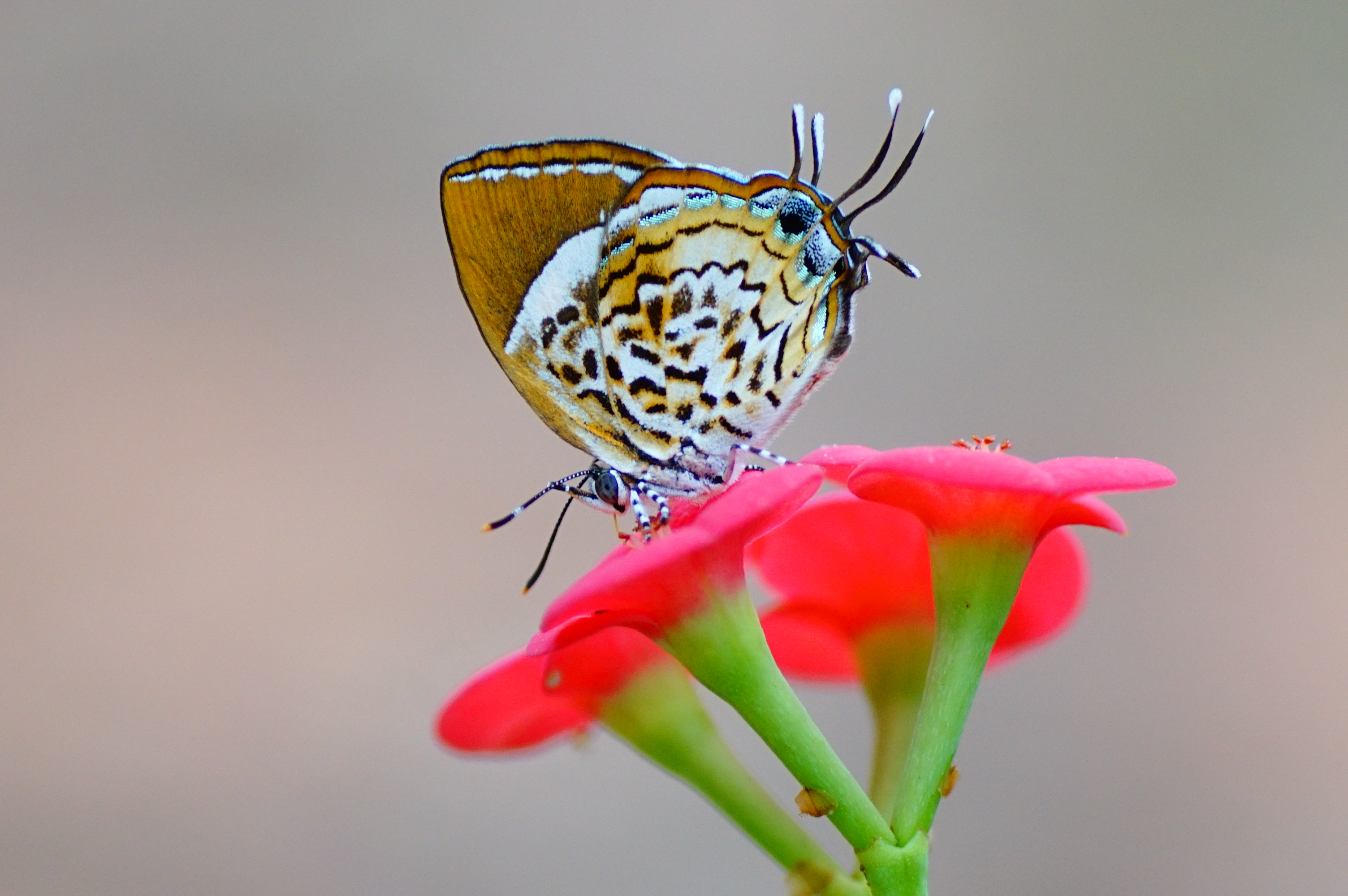
Männchen, an Blüte saugend

Rathinda amor (Syn.: Papilio amor) ist ein in Asien vorkommender Schmetterling (Tagfalter) aus der Familie der Bläulinge (Lycaenidae).

## Merkmale

### Falter
Die Flügelspannweite der Falter beträgt 25 bis 30 Millimeter. Zwischen den Geschlechtern besteht ein leichter Sexualdimorphismus. Sämtliche Flügel haben auf der Oberseite eine dunkelbraune Farbe. Auf den Vorderflügeln erstreckt sich ein gebogener und zuweilen geteilter weißlicher Fleck. Am Analwinkel heben sich einige kleine schwarze, orangefarben angelegte Punkte ab. Dort befinden sich auch je drei schmale Schwänzchen, die weiß eingefasst sind. Die Vorderflügelunterseite ist in der Submarginal- und Postdiskalregion nahezu zeichnungslos hellbraun bis nussbraun, in der Wurzel- und der Diskalregion auf weißlichem oder gelblichem Grund leicht dunkelbraun marmoriert. Die Hinterflügelunterseite ist bei beiden Geschlechtern stark dunkelbraun marmoriert, bei den Männchen auf grauweißem, bei den Weibchen auf gelbbraunem Untergrund. Am mittleren Schwänzchen, das etwas verlängert ist hebt sich ein augenähnlicher dunkelblauer Fleck ab. Die Fransen sämtlicher Flügel sind weiß. Die Kolbenspitzen der schwarz-weiß geringelten Fühler haben eine orangegelbe Farbe.

### Ei, Raupe, Puppe
Das Ei ist weißlich gefärbt und zeigt mehrere leichte Eindellungen, die ihm eine gewisse Ähnlichkeit zu einem Mini-Golfball verleihen.
Die Raupen haben nach dem Schlüpfen zunächst eine rotbraune Farbe und sind mit mehreren deutlichen, dornenartigen Setae versehen. Ausgewachsen nehmen sie eine hellgrüne bis gelbgrüne Farbe an.
Die Puppe hat eine glatte Oberfläche, eine dunkelgrüne Farbe und ist mit einigen bräunlichen Rückenflecken marmoriert. Sie zeigt eine ausgeprägte Rückenwölbung. Meist wird sie auf Blättern angesponnen.

## Galerie der Entwicklungsstadien

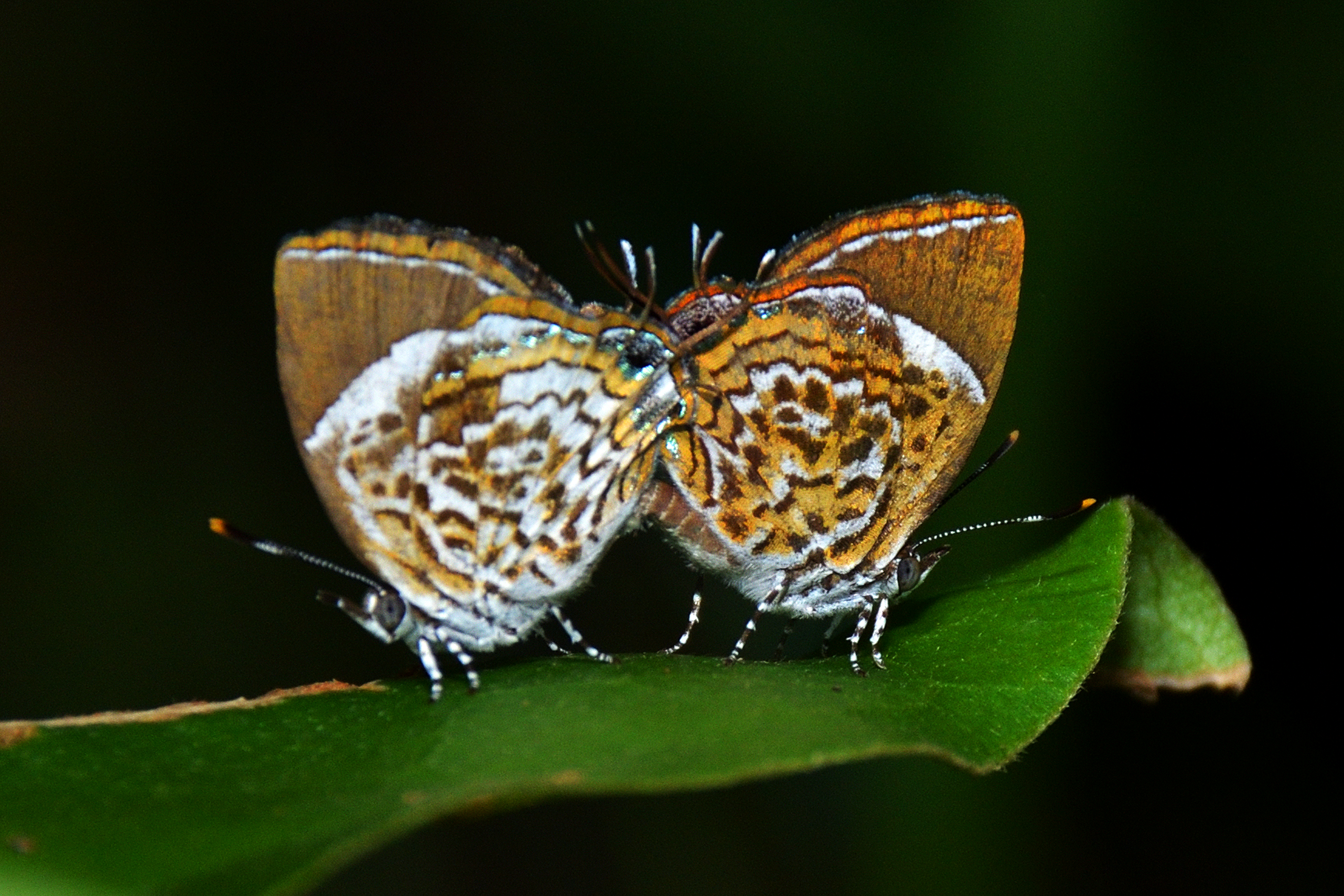
Kopula
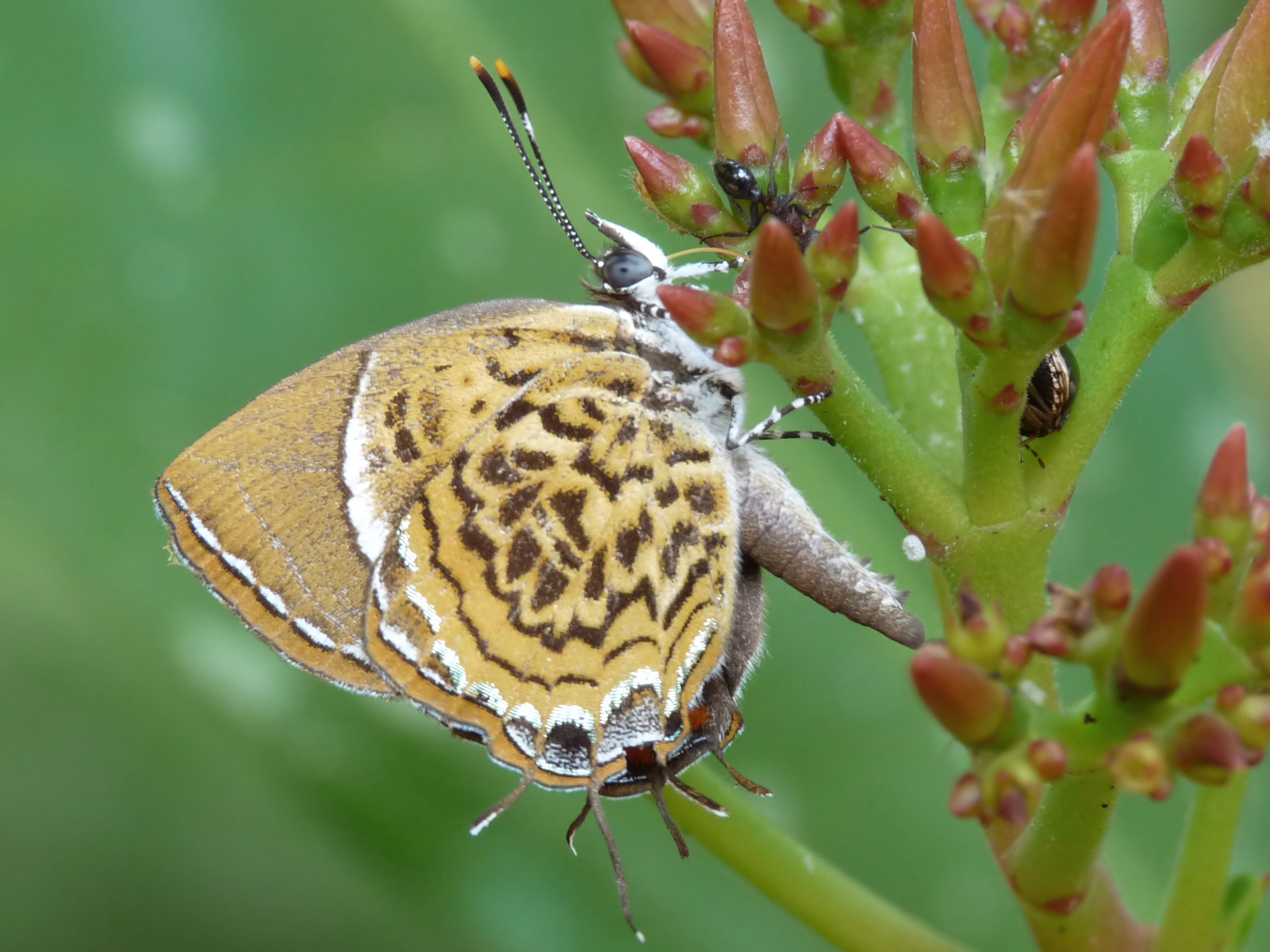
Eierlegendes Weibchen
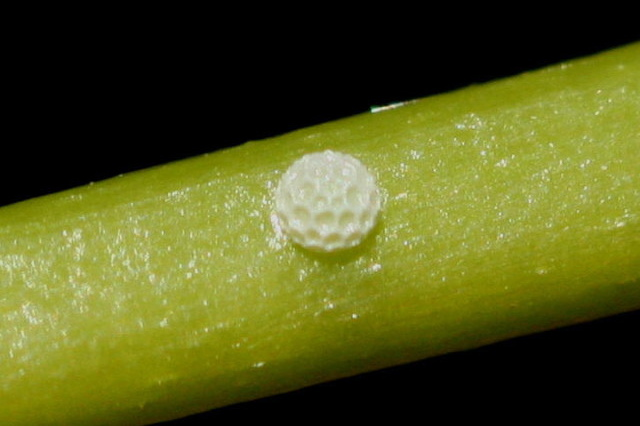
Detailansicht Ei
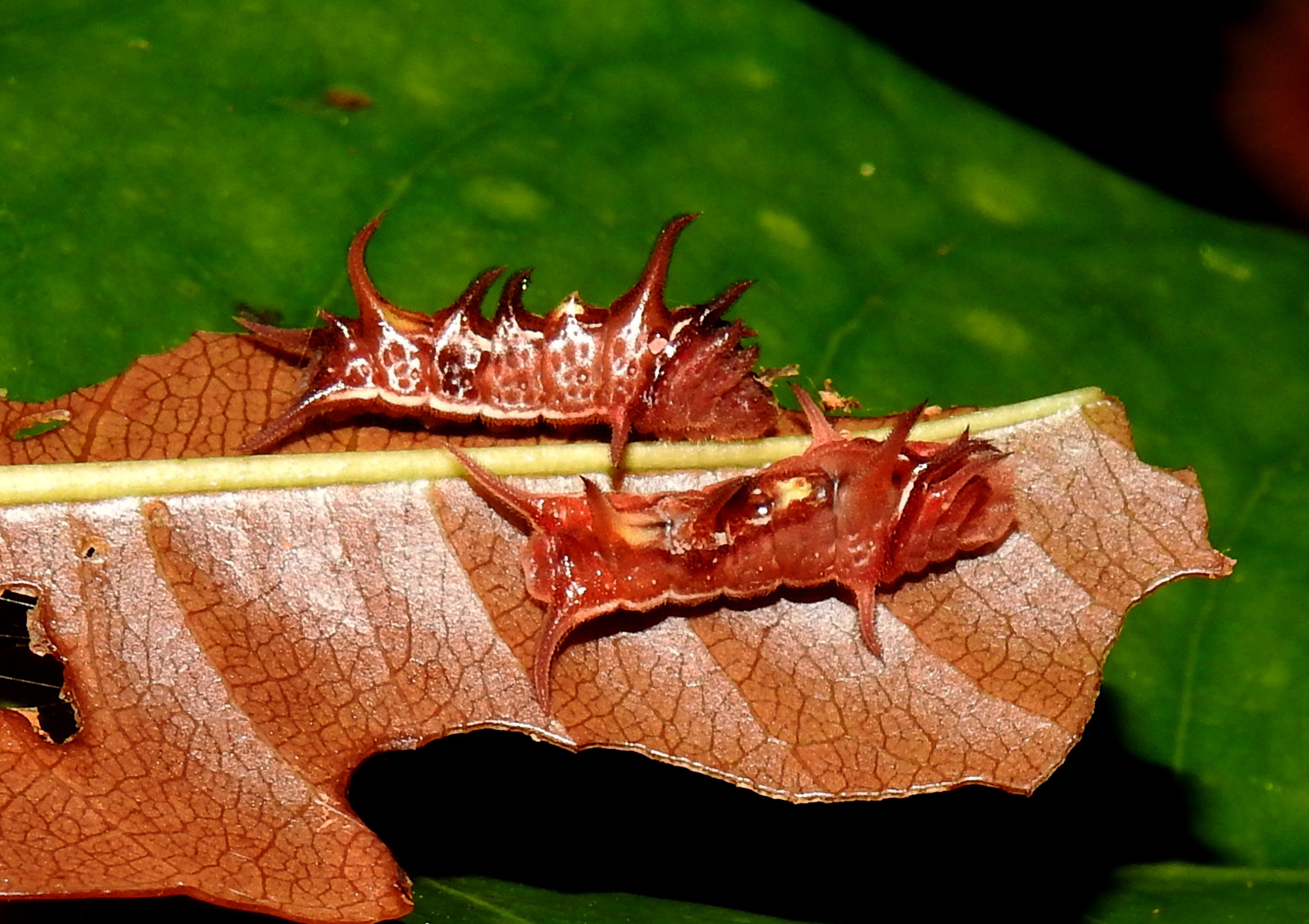
Junge Raupen
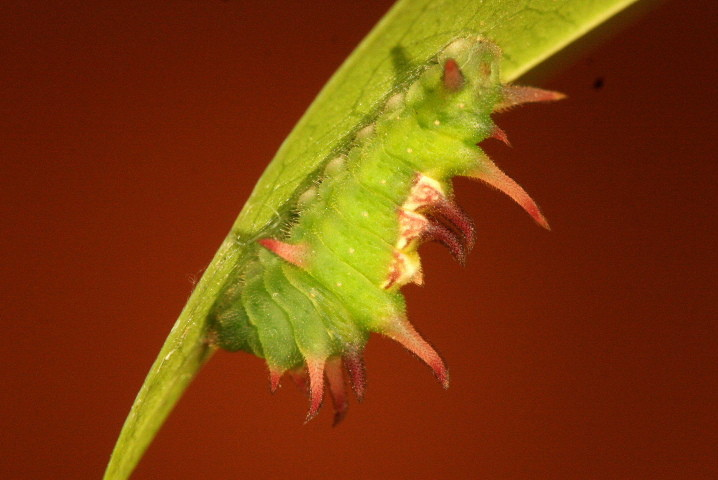
Verpuppungsreife Raupe
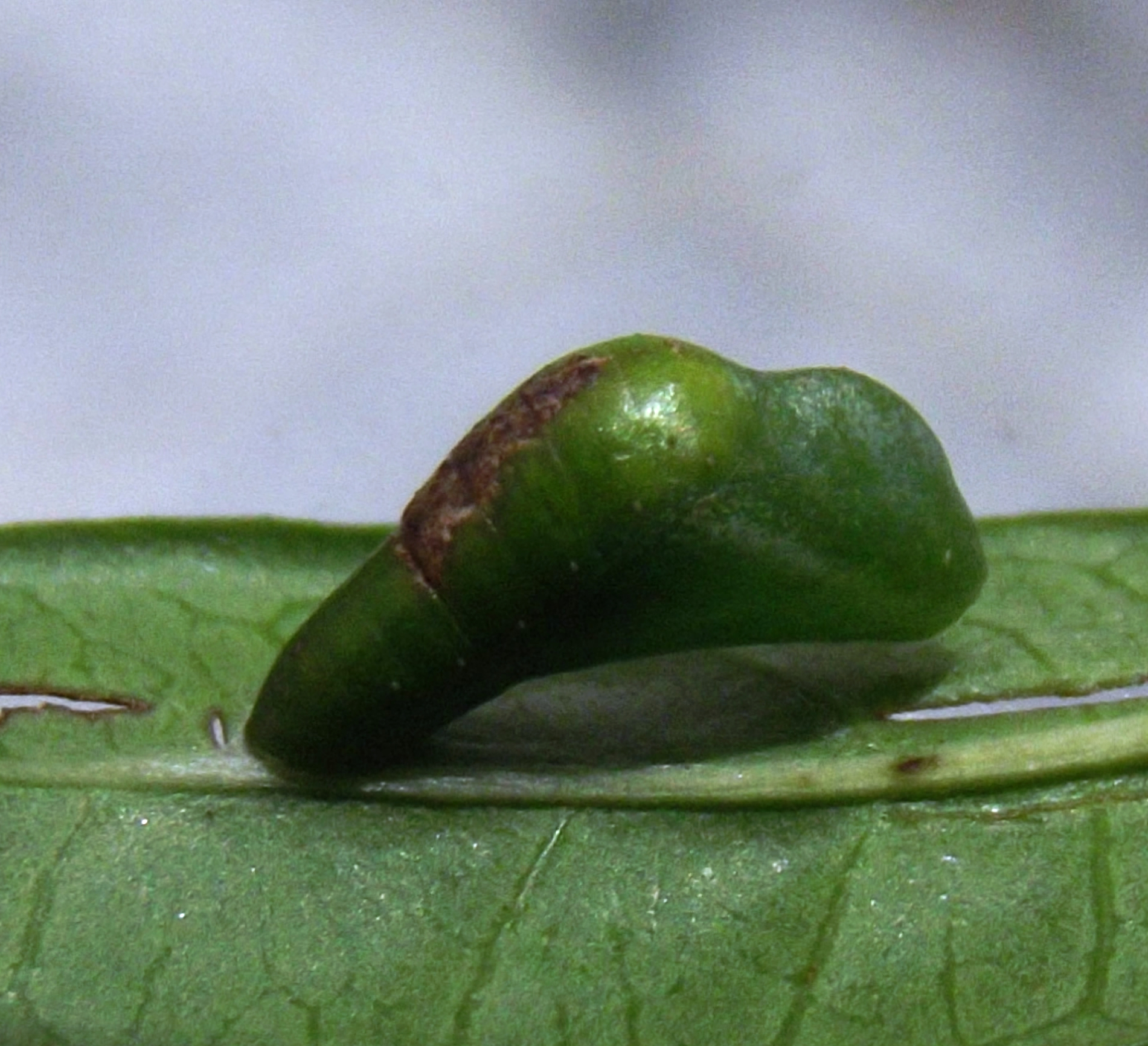
Puppe

## Verbreitung und Vorkommen
Das Verbreitungsgebiet der Art erstreckt sich in erster Linie entlang der Westghats in Indien. Lokale Vorkommen gibt es auf Sri Lanka und in Bangladesch. Die Art lebt bevorzugt in feuchten Wald- und Strauchlandschaften. Zuweilen wurde sie auch in Gärten angetroffen, sofern die Nahrungspflanzen der Raupen dort wachsen. Die Höhenverbreitung reicht bis auf etwa 900 Meter.

## Lebensweise
Die Falter fliegen in fortlaufenden Generationen über das Jahr verteilt, schwerpunktmäßig zwischen Juli und Oktober. Sie fliegen zumeist in langsamem Flug entlang von Waldrändern und besuchen zur Nektaraufnahme gerne Blüten. Die Raupen ernähren sich von den Blättern von Rubiaceae-, Dipterocarpeae-, Euphorbiaceae-, Loranthaceae-, Sapindaceae- und Myrtaceae-Arten.

## Trivia

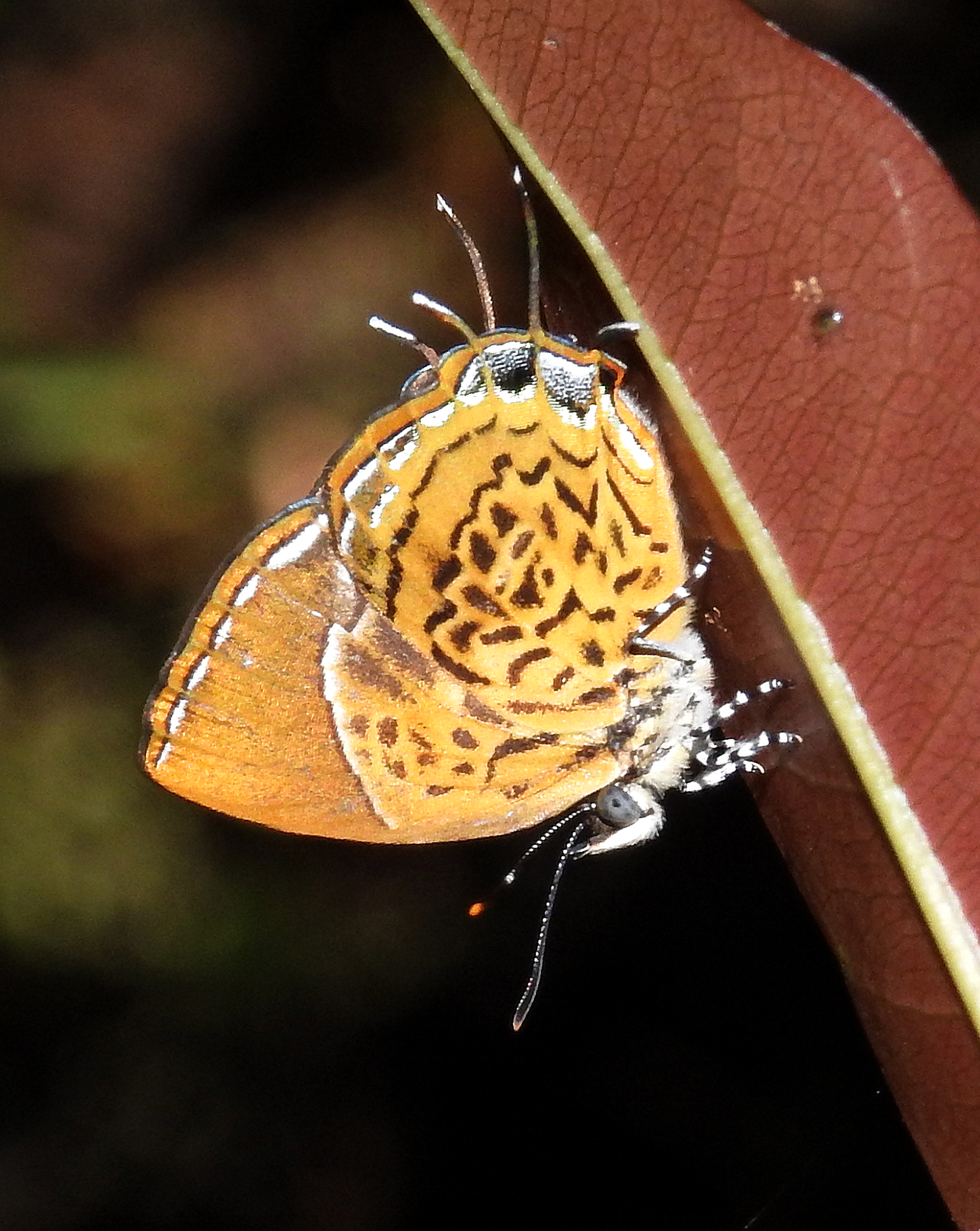
Weibchen in „Wedelhaltung“

Im englischen Sprachgebrauch wird Rathinda amor als Monkey Puzzle bezeichnet. Die wahrscheinlichste Erklärung für diesen Namen ergibt sich aufgrund des folgenden Verhaltens: Sobald sich ein Falter an einen Stängel oder in die Vegetation setzt, klappt er die Flügel zusammen, dreht sich kopfabwärts und wedelt mit den Schwänzchen seiner Hinterflügel. Dadurch verwirrt er potentielle Fressfeinde, die nicht erkennen können, wo sich der Kopf des Falters befindet. Er führt also ein „Affentheater“ oder „Affen-Puzzle“ auf.
Der Monkey Puzzle-Falter ist nicht zu verwechseln mit dem Monkey Puzzle Tree, womit die Chilenische Araukarie (Araucaria araucana) bezeichnet wird. In diesem Fall wird angenommen, dass sich der Name aus einer Bemerkung ergab, dass es selbst für einen Affen ein Puzzle wäre, den Baum zu erklimmen, da dieser mit dachziegelartigen und sehr harten schuppenförmigen Blättern versehen ist, die außerdem sehr scharfkantig und mit Dornen zugespitzt sind.

## Gefährdung
Die Art ist in ihren Vorkommensgebieten verbreitet und nicht selten. Sie wird von der Weltnaturschutzorganisation IUCN nicht gelistet.